# Tianjin Airlines
Tianjin Airlines (tiếng Trung: 天津航空; pinyin: Tiānjīn Hángkōng — tên trước đây là Grand China Express Air) là một hãng hàng không khu vực có trụ sở tại sân bay quốc tế Tân Hải Thiên Tân, quận Đông Lễ, Thiên Tân, Cộng hòa Nhân dân Trung Hoa, điều hành các chuyến bay chở khách và chở hàng theo lịch trình nội địa tại sân bay quốc tế Tân Hải Thiên Tân.
Hãng được thành lập vào năm 2004 trong một nỗ lực để hợp nhất các tài sản hàng không lớn của Hainan Airlines, China Airlines Tân Hoa Xã, Chang'an Airlines và Sơn Tây Airlines, và nhận được giấy phép hoạt động của hãng từ Cục Hàng không dân dụng Trung Quốc vào năm 2007. Theo lịch trình các chuyến bay được thực hiện dưới thương hiệu Grand China Air Express, sử dụng máy bay phản lực 29-32 chỗ ngồi Dornier 328-300. Tại thời điểm đó, công ty đã là hãng hàng không khu vực lớn nhất của Trung Quốc, hoạt động trên 78 tuyến đường nối 54 thành phố. Ngày 10 tháng 6 năm 2009, tên công ty được đổi thành Tianjin Airlines.